# Michel Bataille
Pour les articles homonymes, voir Bataille (homonymie).
Michel Bataille, né le 25 mars 1926 à Paris et mort le 28 février 2008 à Clamart, est un écrivain français.

## Biographie
Il suit des études d'architecture à l’École nationale supérieure des beaux-arts, puis participe à des projets dans l'équipe de  Le Corbusier. Treize ans plus tard, il abandonne son activité d’architecte et se consacre à l’écriture. Vivant à Paris puis à Saint-Cloud, il choisira ensuite la Normandie pour s'y installer avec sa famille. Sa femme Marie-Claude est peintre, ses enfants se prénomment Frédéric, Eric, Emmanuelle et Nicolas.
En 1947, il obtient le prix Stendhal pour son premier roman Patrick, et en 1950, après La Marche du soleil (écrite lors d'un voyage en Afrique), il cesse d’écrire momentanément.
Des problèmes de surdité l'amènent à abandonner son métier d'architecte. Cet épisode est abordé dans La ville des fous qui comporte nombre d'éléments autobiographiques. Il interviendra toutefois longtemps dans la réflexion architecturale et urbanistique ; Sans toit ni loi en 1974 s'insurge contre les incohérences urbanistiques de Paris.
Son métier d'architecte lui inspire Une pyramide sur la mer, Prix des Deux magots 1965, et La ville des fous en 1966,.
Il est reçu par Bernard Pivot et Jacques Chancel à plusieurs reprises. Avec L'arbre de Noël, il manque de peu le prix Goncourt, ex aequo aux deux premiers tours, battu au troisième tour. Il obtient la Plume d'or du Figaro littéraire. En 1969, L'arbre de Noël est porté à l'écran dans un film réalisé par Terence Young avec Bourvil.
Le roman Une colère Blanche est le récit d'un peintre dans toute sa créativité et sa souffrance (Prix des Quatre jurys). Publiant Cendres sur la mer, il s''inscrit à contre-courant des idées nouvelles, ce roman de Michel Bataille rappelant que l'avortement peut être un drame. Il est également l'auteur d'ouvrages à caractère historique, notamment sur Jean Jaurès (préfacé par François Mitterrand) et Gilles de Rais.
Il est le neveu de Georges Bataille.

## Œuvre littéraire
- Patrick (1947) – prix Stendhal, 1947
- La Marche du soleil (1950)
- Le chat sauvage (1960)
- Cinq jours d'automne (1963), adapté pour la télévision
- Le Feu du ciel (1964)
- Une pyramide sur la mer – prix des Deux Magots (1965)
- La Ville des fous (1966)
- Michel Bataille et Jean Pesez, Gilles de Rais : suivi de Gilles de Rais, Jeanne d'Arc et ses compagnons, Paris, Club des amis du livre / Éditions Planète, 1966, 312 p.Réédition amputée de l'étude de Jean Pesez : Michel Bataille, Gilles de Rais, Paris, J'ai lu, coll. « L'Aventure mystérieuse », 1968, 320 p.Réédition amputée de l'étude de Jean Pesez : Michel Bataille, Gilles de Rais, Paris, Éditions Pygmalion, coll. « Bibliothèque infernale », 1976, 284 p. (ISBN 2-85704-030-X).
- L'Arbre de Noël (1967),  (ISBN 2-266-13241-5) – Plume d'or du Figaro littéraire
- Une colère blanche (1969)
- Le Cri dans le mur – prix Jean-Cocteau 1970[6], édition enrichie de lithographies de Jacques Vimard, soixante exemplaires numérotés, Éditions Barbova, 2006.
- Les Jours meilleurs (1973) – prix Maison de la Presse 1974 (document)
- Sans toit ni loi (1974)
- Cendres sur la mer (1975)
- Soleil secret (1975)
- Demain Jaurès (1977)
- Les Enfants du destin : Cœur rouge (1977)